# Compagnie de Saint-Domingue
La Compagnie royale de Saint-Domingue est créée en 1698 par Louis XIV, à la suite du traité de Ryswick de 1697 par lequel l’Espagne reconnaît l'occupation par la France de l’ouest de Saint-Domingue, pour y développer la culture du sucre. C'est la plus grande réussite française parmi les Compagnies européennes fondées au XVIIe siècle.

## Historique
L'un de ses directeur fut Legendre Armini, beau-frère d'Antoine Crozat, qui s'était fait construire en 1726 un hôtel particulier, l'« hôtel Legendre Armini », qui serait situé aux nos 37 à 43 du boulevard des Capucines.
La même année est passée une convention entre la Compagnie de Saint-Domingue et la Compagnie de Guinée pour activer la traite et apporter davantage de Noirs à Saint-Domingue. Grâce à ses liens étroits avec le ministre de la Marine Pontchartrain, la Compagnie de Saint-Domingue fut autorisée à commercer avec le Mexique espagnol. Les colons de Saint-Domingue réglaient leurs comptes en escudos et en reales.
Sa création a débouché sur une forte augmentation de la population noire à Saint-Domingue, où le nombre d'esclaves est passé de 9 000 en 1700 à 24 000 en 1713, l'année où l'administration de l'île est séparée de celle des autres îles à sucre françaises.
À Saint-Domingue, la Compagnie installe ses bâtiments et entrepôts à Saint-Louis-du-Sud et à Jacmel.
Une partie des esclaves importés est revendue directement aux Espagnols qui occupent la partie orientale de l'île.
En 1720, la Compagnie de Saint-Domingue perd son privilège au profit de la Compagnie des Indes. Le commerce sur l'île est déclaré libre quatre ans plus tard.